# Koło Dharmy

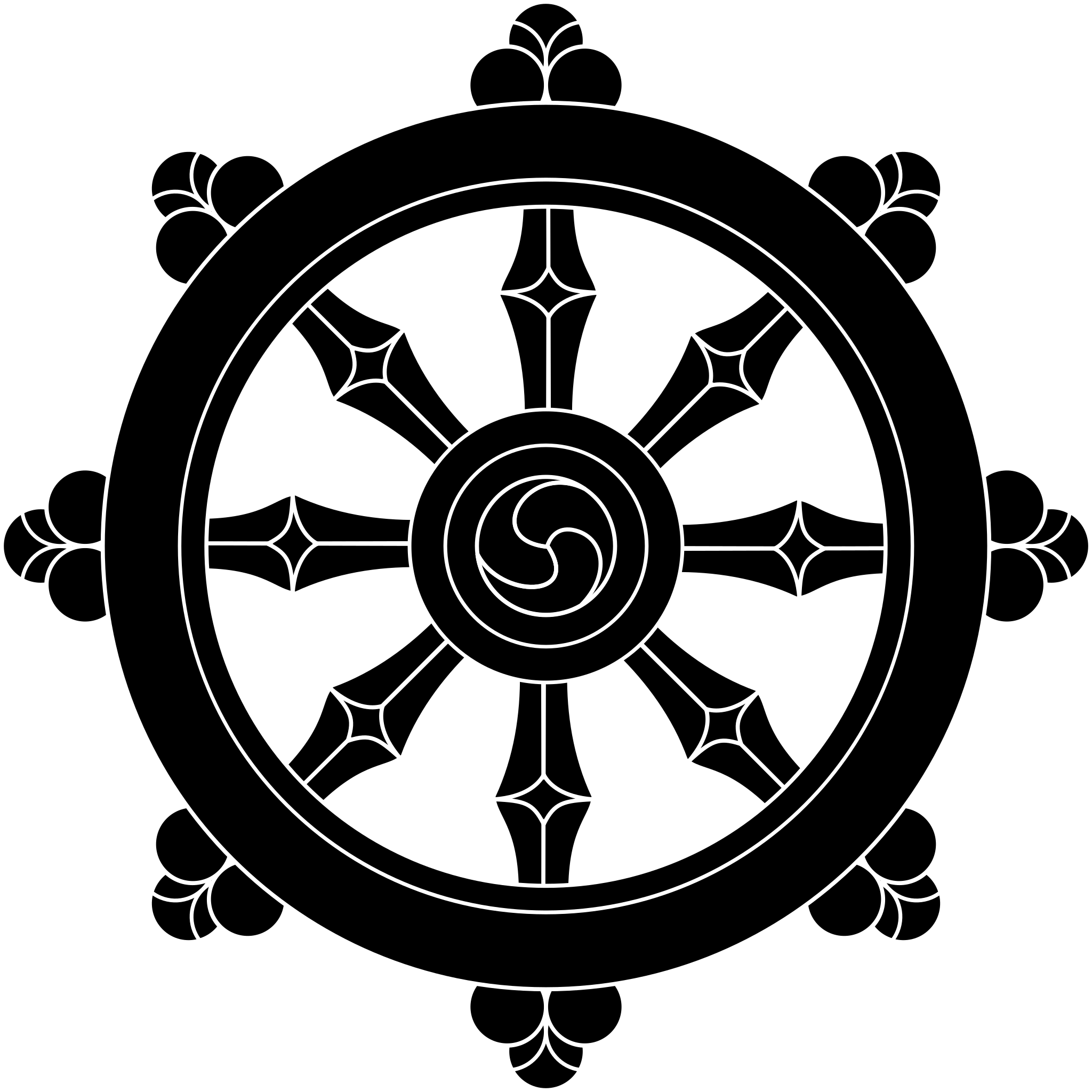
Koło Dharmy

Koło Dharmy (Dharma czakra) – ważny symbol buddyzmu. Odnosi się ono zarówno do koła życia, składającego się z sześciu sfer egzystencji, czyli sansary (kręgu narodzin i śmierci, świata cierpienia dukkha), jak i do nauczania (ośmiorakiej ścieżki) Buddy Siakjamuniego, o którym mówi się, że puścił w ruch Koło Dharmy.